# Alonso de Nava y Grimón
Alonso de Nava Grimón y Benítez de Lugo (San Cristóbal de La Laguna - Tenerife - España, (1757-1832)), marqués de Villanueva del Prado, fue uno de los principales adalides de las reivindicaciones de Canarias ante el poder central durante el Antiguo Régimen.
Anfitrión de la Tertulia de Nava, que aglutina a las más sobresalientes figuras de la Ilustración en Canarias. Desde 1777 fue miembro de la Real Sociedad Económica de Amigos del País de Tenerife, ilustrado de pro y defensor de las tesis fisiocráticas, por las cuales la agricultura era considerada como el origen de la riqueza de los pueblos.
Las gestiones realizadas por D. Alonso de Nava y Grimón tuvieron importancia capital tanto para la toma de decisiones relativas a su creación como para la consolidación y desarrollo del Jardín de Aclimatación de la Orotava.